# Intermezzo (file system)
InterMezzo è un file system distribuito sviluppato per Linux e distribuito sotto licenza GPL. È stato incluso nella versione standard del kernel Linux dalla versione 2.4.15, sebbene nella serie 2.6 sia stato rimosso, in quanto non più mantenuto e sviluppato. Intermezzo è studiato in parallelo con filesystem locali journaled come Ext4, Journaled File System (JFS), ReiserFS e XFS.
Una rete InterMezzo è composta da un server che gestisce la copia primaria del file system e da uno o più client che ne detengono una cache. Può agire in "modalità di replicazione", per cui ogni client mantiene una copia dell'intero filesystem, o in "modalità on demand", quando il client richiede solo una copia del file di cui ha bisogno. Fondamentalmente, funziona tenendo traccia di tutte le operazioni di scrittura che avvengono sul journal del filesystem sul server e replicandole sui sistemi client.
Viene riconosciuto come "filesystem ad alta affidabilità", in quanto un client può continuare ad operare anche se perde la connessione con il server; durante tale periodo di disconnessione, gli aggiornamenti sui file vengono mantenuti localmente e ridistribuiti nel momento in cui si ristabilisce la connessione. I conflitti vengono rilevati e risolti secondo una "politica di risoluzione" (sebbene la miglior politica sarebbe quella di evitare del tutto i conflitti).
Gli utilizzi più comuni della "modalità di replicazione" sono:
- in un cluster di server che lavorano sullo stesso filesystem;
- in una rete in cui i computer non sempre sono connessi.

Gli utilizzi più comuni della "modalità on demand" sono:
- mirror di server FTP o HTTP, per cui si evita di copiare in remoto i dati che non vengono mai acceduti;
- in una rete di workstation.

InterMezzo venne dapprima sviluppato come parte del filesystem Coda e da esso eredita diverse scelte progettuali. Poi venne studiato per offrire scalabilità, velocità, modularità, e per integrarsi bene con i filesystem esistenti.
Attualmente InterMezzo non è più mantenuto, e buona parte dei suoi sviluppatori si sono spostati su un nuovo progetto denominato Lustre.